# Vingerafdruk

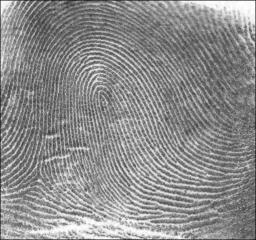
Een vingerafdruk

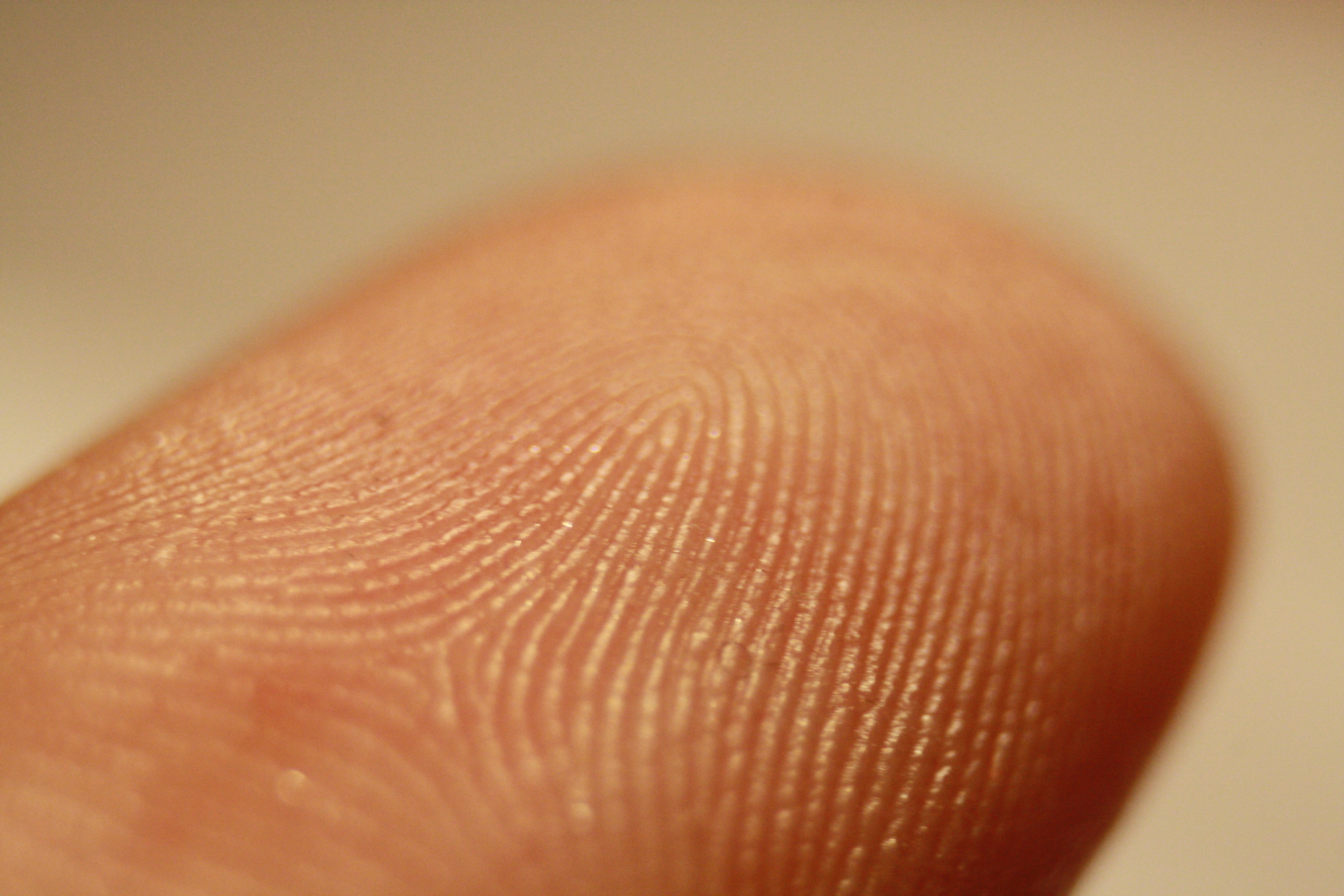
Close-up van het reliëf op een vinger

Een vingerafdruk of dermatoglief is de afdruk van het lijnenpatroon op een vingertop die wordt achtergelaten door de natuurlijke vetlaag die op de huid voorkomt. Het lijnenspel op iedere vinger is uniek, en wordt daarom ingezet als identificatiemiddel.
Vingerafdrukken zijn bekend omdat opsporingsinstanties aangetroffen vingerafdrukken gebruiken om te achterhalen aan wie deze vingerafdruk toebehoort. De Nederlandse politie beschikt over HAVANK, een uitgebreide database met vingerafdrukken, deels van bekende en deels van onbekende verdachten.

## Vingerafdruk in het Nederlandse paspoort en ID kaart
Op 16 mei 2007 is de Nederlandse overheid begonnen om vingerafdrukken als biometrisch identificatiemiddel op te nemen in het nieuwe elektronische paspoort/id-kaart. De vingerafdrukken worden vanaf 21 september 2009 ook opgenomen in een decentrale database, welke niet alleen als Paspoortregister functioneert maar waarvan gegevens ook gebruikt kunnen worden voor justitiële en veiligheidsdoeleinden. De Paspoortwet regelt dat deze gegevens in de toekomst in een centrale database komen, waar de vingerafdruk, de gelaatsscan, het burgerservicenummer en de NAW-gegevens voor onder andere justitiële autoriteiten.
Volgens de verordening Nr. 2252/2004 van de Europese Unie behoeft er geen database van de biometrische gegevens op het paspoort/id-kaart te worden gemaakt. Opslag op de RFID-chip in het paspoort/ID-kaart is volgens deze verordening voldoende.
In 2014 werd de verplichte vingerafdruk op de ID-kaart door Nederland geschrapt. De Europese Commissie heeft in februari 2019 echter besloten dat vingerafdrukken verplicht moeten worden opgenomen op alle Europese Identiteitskaarten. Binnen twee jaar na aanneming van dit besluit zullen burgers weer verplicht worden om hun vingerafdruk af te staan. Met ingang van 2 augustus 2021 worden vingerafdrukken afgenomen voor het uitgeven van identiteitskaarten.

## Vingerafdruk op Belgische identiteitskaart

### Akkoord federale regering
De aanzet om vingerafdrukken op identiteitskaarten in te voeren waren de aanslagen in Parijs van november 2015 en de aanslagen in Brussel op 22 maart 2016. In 2017 sloot de Belgische federale regering een akkoord over een voorstel om op de chip van alle elektronische identiteitskaarten en vreemdelingenkaarten twee vingerafdrukken van de houder op te nemen. De maatregel zou moeten dienen om identiteitsfraude beter te kunnen bestrijden die wordt aangewend bij onder andere terrorisme en mensenhandel. Met de vingerafdrukken zou bij een politiecontrole kunnen nagegaan worden of iemand effectief de persoon is die op de identiteitskaart staat. Het voorstel lag echter gevoelig binnen de federale regering; zo ging de liberale Open Vld enkel akkoord met het voorstel op voorwaarde dat de vingerafdrukken niet in een centrale databank zouden worden opgenomen (een eis die de N-VA op haar beurt liet varen). De maatregel werd op een zogenaamde "superministerraad" rond het thema 'veiligheid' goedgekeurd en opgenomen in een wetsontwerp van minister van Binnenlandse Zaken Jan Jambon.

### Negatief advies Privacycommissie
In februari 2018 gaf de Belgische Privacycommissie (in mei 2018 opgevolgd door de Gegevensbeschermingsautoriteit oftewel GBA) echter een negatief advies omtrent de maatregel, die "intrusief" werd genoemd. Volgens het advies van de Privacycommissie was de inzameling van vingerafdrukken voor nationale identiteitskaarten niet verplicht volgens de Europese wetgeving (in tegenstelling tot voor paspoorten). Ook oordeelde de Privacycommissie dat de regering geen cijfers over bewezen identiteitsfraude aanbracht die de maatregel zouden moeten rechtvaardigen. Daarom werd deze als "overmatig" en "niet conform de AVG" bestempeld. Ten slotte haalde de Privacycommissie ook aan dat er volgens de AVG een gegevensbeschermingseffectbeoordeling moest worden uitgevoerd voor dit soort gegevensverwerking. Staatssecretaris voor Privacy Philippe De Backer reageerde dat met het advies rekening zou gehouden worden.
Minister Jambon diende zijn wetsontwerp eind juli 2018 in bij de commissie Binnenlandse Zaken van de Kamer van volksvertegenwoordigers. In de memorie van toelichting bij het wetsontwerp haalde minister Jambon aan dat de door de Privacycommissie genoemde Europese wetgeving (waaronder de eIDAS-verordening) niet relevant was, dat de Europese Commissie in april 2018 een voorstel had geformuleerd om voor alle Europese lidstaten vingerafdrukken en gezichtsafbeeldingen op de chip van identiteitskaarten verplicht te stellen en dat er nog een gegevensbeschermingseffectbeoordeling zou worden uitgevoerd. In een hoorzitting in de Kamercommissie Binnenlandse Zaken op 16 oktober 2018 bleef de GBA (die ondertussen de Privacycommissie had opgevolgd) echter kritisch voor het wetsontwerp. Een dag later bracht de GBA nogmaals een schriftelijk advies uit (dit keer ongevraagd) waarin het wetsontwerp gehekeld werd. In het advies stipte de GBA aan dat het voorstel van de Europese Commissie het Europese wetgevende proces nog niet doorlopen had en tevens een zeer kritisch advies had gekregen van de Europese Toezichthouder voor gegevensbescherming. Ook haalde de GBA aan dat de maatregel nog steeds niet concreet verantwoord was, dat de vergelijking met paspoorten niet opging en dat er nog steeds geen gegevensbeschermingseffectbeoordeling had plaatsgevonden.

### Goedkeuring door Kamercommissie
Op 24 oktober 2018 keurde de Kamercommissie Binnenlandse Zaken ondanks het negatieve advies van de Gegevensbeschermingsautoriteit het wetsontwerp toch goed. Concreet zouden de afdrukken van de linker- en rechterwijsvinger afgenomen worden door het gemeentebestuur wanneer men een nieuwe identiteitskaart vraagt. De afdrukken zouden enkel bewaard mogen worden voor zolang nodig is om de identiteitskaart aan te maken en zeker niet langer dan 3 maanden. De vingerafdrukken zouden op de chip van de identiteitskaarten beschermd worden door een elektronisch certificaat zodat ze enkel door bevoegde personen zouden kunnen worden gelezen.
De voorzitter van de Gegevensbeschermingsautoriteit noemde de goedkeuring "een vergissing" en stelde dat het wetsontwerp tegen de AVG inging. Ook hekelde hij dat er nog geen gegevensbeschermingseffectbeoordeling was uitgevoerd. Op sociale media klonk protest tegen de goedkeuring onder de hashtag "#ikweiger". Enkele juristen kondigden ook al aan de maatregel aan te vechten bij het Grondwettelijk Hof indien ze in ongewijzigde vorm door de plenaire vergadering van de Kamer van volksvertegenwoordigers zou worden goedgekeurd. Minister Jambon liet weten de discussie niet te begrijpen en geen verschil te zien met de gezichtsfoto's die al op identiteitskaarten staan. Ook zei hij dat het aantal gevallen van gerapporteerde identiteitsfraude was gestegen van een 400-tal gevallen in 2016 tot een 1.000-tal gevallen in 2018 al. In het televisieprogramma De zevende dag liet hij ook weten dat het niet de bedoeling was de vingerafdrukken op de chip te zetten, maar om ze in de kaarten zelf te verwerken (net als bij paspoorten).

### Goedkeuring door plenaire vergadering Kamer
Op 14 november 2018 werd het wetsontwerp door de plenaire vergadering van de Kamer van volksvertegenwoordigers goedgekeurd. De uitrol van vingerafdrukken op identiteitskaarten zou vanaf april 2019 beginnen en een periode van tien jaar beslaan; de periode die nodig is om alle bestaande identiteitskaarten te vernieuwen gezien ze tien jaar geldig zijn. Concreet wordt een digitaal beeld van de vingerafdrukken van linker- en rechterwijsvinger op de chip opgeslagen, beschermd door een elektronisch certificaat om onbevoegde toegang te voorkomen.
De Liga voor Mensenrechten reageerde afwijzend op de goedkeuring. Volgens de Liga was het probleem van identiteitsfraude "verwaarloosbaar" en was de maatregel "niet meer dan een zoveelste symbooldaad".

## Vingerafdruk bij dieren
Sommige diersoorten hebben, net als de mens, reliëf op de vingers ontwikkeld om dingen vast te kunnen houden. Vingerafdrukken zijn bekend bij diersoorten die klimmen, zoals gorilla's, chimpansees en koala's. Maar ook bij zoogdieren die in water leven, zoals otters en de vismarters. De vingerafdruk van koala's is zo sterk gelijkend op die van de mens, dat deze zelfs door middel van een elektronenmicroscoop nauwelijks van die van mensen te onderscheiden is.

## Figuurlijk gebruik
Omdat het lijnenspel op de huid van de vinger strikt persoonlijk is, wordt de term "vingerafdruk" ook gebruikt als metafoor voor fenomenen die ondubbelzinnig naar één bron leiden, vergelijkbaar met de term "handtekening". Een dergelijk fenomeen in digitale vorm wordt wel een digitale vingerafdruk genoemd.
- Een hash kan dienen als digitale vingerafdruk van een digitaal bestand.
- in de infraroodspectroscopie vertoont het gebied tussen ongeveer 1500 en 900 cm-1, het fingerprint-gebied, een voor elke verbinding karakteristiek patroon